# Huron (Kansas)
Huron é uma cidade localizada no estado americano de Kansas, no Condado de Atchison.

## Demografia
Segundo o censo americano de 2000, a sua população era de 87 habitantes.
Em 2006, foi estimada uma população de 88, um aumento de 1 (1.1%).

## Geografia
De acordo com o United States Census Bureau tem uma área de
2,2 km², dos quais 2,2 km² cobertos por terra e 0,0 km² cobertos por água.

## Localidades na vizinhança
O diagrama seguinte representa as localidades num raio de 16 km ao redor de Huron.